# Abdelaziz Ali Guechi
Abdelaziz Ali Guechi (Annaba, 1 november 1990) is een Algerijns voetballer die momenteel onder contract staat bij USM Annaba. Guechi speelde al 13 wedstrijden in het shirt van het nationale beloftenelftal.